# Thomas Zondo Sakala
Pour les articles homonymes, voir Sakala (homonymie).
Thomas Zondo Sakala (né le 3 mars 1955) est un économiste zimbabwéen et un banquier du développement. Jusqu’au 14 octobre 2014, il occupait le poste de vice-président de la Banque africaine de développement (BAD) chargé des programmes pays et régions.
Il a été en 2015 le candidat désigné de la SADC pour le poste de Président de la Banque africaine de développement (BAD),,.

## Biographie
Jeune âge et début dans la vie active
Thomas Zondo Sakala est titulaire d’un Bachelor et d’un Master en sciences économiques de l'université d’Ibadan au Nigéria. Ses travaux de recherche à l’Institut des Études pour le Développement, de l’université de Sussex au Royaume-Uni, ont porté sur l'anticipation des défis liés à la réforme de l’agriculture et du foncier dans le Zimbabwe fraichement indépendant.
C’est dans le Zimbabwe profond qu’il passa son jeune âge pendant ses études primaires et secondaires.
Avant de rejoindre la BAD, Mr Sakala a travaillé 3 années durant, comme chercheur en chef et chargé principal de la planification au sein du tout nouveau Ministère de la planification et du développement des ressources humaines du Zimbabwe, ministère qui a réalisé la première enquête sur les ressources humaines du Zimbabwe indépendant. Il était membre du comité de coordination centrale de l’étude et fut l'un des architectes des principales recommandations dont un grand nombre fut mis en œuvre par le gouvernement.

### Parcours professionnel au sein de la Banque africaine de développement
Zondo Sakala a, tout au long de sa carrière professionnelle, travaillé dans et avec les pays africains. Il a quitté la BAD en octobre 2014. Sa dernière fonction officielle est  celle de vice-président chargé des programmes pays et régionaux. À ce titre, il était membre de l'équipe managériale de la banque, sous la houlette du président Kaberuka, et contribuait à l'orientation stratégique générale et à l'atteinte des objectifs de l'institution.
Durant sa riche carrière au sein de la BAD, qui couvre une période de où 31 ans, il a exercé dans la plupart des centres opérationnels et institutionnels de l’organisation. Il a visité et travaillé sur plusieurs projets de développement à travers le continent, dans les domaines de l'agriculture, de l'éducation et du développement des aptitudes, de la santé, des infrastructures (transport et communication, eau et assainissement, énergie), du renforcement des capacités et de la gouvernance. En dehors de son pays natal, il a vécu en Côte d'Ivoire, en Tunisie et au Royaume-Uni. Il a également vécu au Nigeria  durant 4 ans en tant que représentant-résident de la BAD.
En tant que vice-président de la banque, il avait une vue d’ensemble du dialogue entre la Banque et tous les pays africains. Ses propres responsabilités comprenaient la coordination des travaux de préparation et d’approbation des stratégies et planifications au niveau des pays et des régions du continent.
Cela impliquait aussi de développer des politiques opérationnelles appropriées, entre autres sur la régularité des arrangements pour les passations de marchés et le fiduciaire ; la stratégie de la Banque pour ses opérations dans les pays fragiles ; la supervision de la mise en œuvre de politiques, stratégies et directives dans les domaines du genre, de l’environnement, du changement climatique, des garanties pour la transition vers les économies vertes.
Il a également été coresponsable pour la mobilisation des ressources notamment pour le guichet à prêts avantageux (Le Fonds africain de développement) et a géré le partenariat avec les pays donateurs.
Domaines de contributions majeures
- Réformes opérationnelles et budgétaires essentielles : durant les quatre années pendant lesquelles il était responsable du Département de la programmation et du budget, le budget administratif a connu une croissance d’environ US$140 millions.
- Création et opérationnalisation de bureaux nationaux et régionaux dans le cadre du Programme de décentralisation, rapprochant ainsi la Banque de ses clients.
- Représentant-résident au Nigéria, le plus important actionnaire de la Banque, pays donateur à travers le NFT et siège de la CEDEAO.
- Coresponsable des efforts de mobilisation des ressources de la Banque, notamment de la recapitalisation de l’ADF.13.

Candidat de la SADC pour la fonction de président de la BAD
La Communauté de Développement de l’Afrique Australe (SADC) a, à la suite d'une sélection, désigné M. T. Z. Sakala comme candidat pour la Présidence de la Banque africaine de développement lors de l’élection du 28 mai 2015.
Sa campagne s’articule autour des axes ci-après :
- La Vision
  - Construire une Afrique confiante, intégrée et prospère
- La Mission
  - Poursuivre et améliorer la transformation de la BAD et de l’Afrique. Pour ce faire, une fois élu, la nouvelle équipe de direction devra :
  - Consolider et construire sur la base de la Stratégie décennale de la BAD (2013-2022)
  - Renforcer les performances et la responsabilité de la Banque ; améliorer la qualité du service et changer ainsi la qualité de vie
  - Renforcer le dialogue, les réseaux et la communication tant à l’intérieur de la Banque qu’avec ses partenaires extérieurs et ses actionnaires.

T. Sakala a finalement été évincé de l'élection présidentielle au 4e tour, avant qu'A. Adesina ne soit élu président.